# Big Black
Big Black foi um banda norte-americana de rock fundada em Chicago, Illinois, que esteve activa entre 1982 e 1987. Eram liderados pelo vocalista, compositor e guitarrista Steve Albini.
Com um som descrito muitas vezes como "brutal", e acompanhados por um drum machine no lugar de um baterista, com guitarras elétricas pesadas e distorcidas, foram influenciados e influentes especialmente na cena do rock industrial, com um som denso comparável ao de bandas como Nine Inch Nails e Ministry, mas com as letras provocativas de Albini e seu estilo vocal que sempre chamaram  muita a atenção do mainstream.
No entanto, mais tarde, em sua apresentação final Albini declarou explicitamente que o Big Black era, na sua visão, essencialmente uma banda Punk.

## Discografia

### Álbuns de estúdio
- Atomizer (Homestead, 1986)
- Songs About Fucking (Touch and Go, 1987)

### Álbuns ao vivo
- Sound of Impact (Blast First, 1987)
- Pigpile (Touch and Go, 1992)
- Death Wish (Kiss The Stone, 1993)

### Compilações
- The Hammer Party (Homestead, 1986)
- The Rich Man's Eight Track Tape (Touch and Go, 1987)
- The rich chigga (Lol, 1998)

### EPs
- Lungs (Ruthless, 1982)
- Bulldozer (Ruthless, 1983)
- Racer-X (Homestead, 1984)
- Big Money (Promotional EP) (Homestead, 1986)
- Headache (Touch and Go, 1987)

### Singles
- Rema Rema (Forced Exposure magazine giveaway, 1985)
- Il Duce (Homestead, 1986)
- Heartbeat (Touch and Go, 1987)
- He's a Whore/The Model (Touch and Go, 1987)

### Videos
- Big Black Live 1986 (VHS) (Atavistic, 1987)
- The Last Blast (VHS) (1988)
- Pigpile (VHS) (Touch and Go, 1992)